# Bahnhof Thann-Matzbach
Der Bahnhof Thann-Matzbach ist eine Betriebsstelle der Bahnstrecke München–Simbach im Ortsteil Thann der oberbayerischen Gemeinde Lengdorf. Die Königlich Bayerischen Staatseisenbahnen nahmen ihn 1887 als Haltepunkt Thann-Lengdorf in Betrieb. Mit der Inbetriebnahme der in Thann abzweigenden Lokalbahn nach Haag 1900 wurde er zum Trennungsbahnhof und erhielt den Namen Thann-Matzbach. Seit der Stilllegung der Zweigstrecke 1991 ist er nur noch Zwischenbahnhof.

## Lage
Der Bahnhof Thann-Matzbach liegt an Streckenkilometer 38,472 der eingleisigen und nicht elektrifizierten Hauptbahn von München Ost über Mühldorf nach Simbach (Streckennummer 5600), die das Gemeindegebiet von Lengdorf in West-Ost-Richtung quert. Die eingleisige und nicht elektrifizierte Nebenbahn über Isen nach Haag (Streckennummer 5722) begann in Thann-Matzbach bei Kilometer 0,000 und zweigte im Osten des Bahnhofs nach Süden ab.
Der Bahnhof Thann-Matzbach befindet sich auf freiem Feld außerhalb geschlossener Ortschaften. Bis 1978 lag er in der Gemeinde Matzbach, seitdem gehört er zur Gemeinde Lengdorf. Im Westen des Bahnhofs verlaufen die Gleise direkt nördlich des Dorfes Thann mit der Filialkirche St. Nikolaus. Das Ortszentrum von Lengdorf liegt etwa 1,5 Kilometer südlich des Bahnhofs Thann-Matzbach und hatte eine eigene Station Lengdorf an der Nebenbahn nach Haag. Des Weiteren liegen im Umfeld des Bahnhofs die Orte Brandlengdorf etwa 500 Meter südöstlich und Niedergeislbach etwa einen Kilometer nordöstlich. Der Bahnhof ist im Süden über eine Stichstraße an die Verbindungsstraße zwischen Thann und Brandlengdorf angebunden. Am östlichen Einfahrsignal unterquert die Straße von Brandlengdorf nach Niedergeislbach das Streckengleis. Östlich des Empfangsgebäudes quert eine Feldwegunterführung und am Westende bei Thann eine Feldwegbrücke die Gleise. Nördlich der Gleisanlagen verläuft der Geislbach.

## Geschichte

### Haltstelle Thann-Lengdorf
Im Zuge der Planungen für die Hauptbahn München–Simbach beantragte die Gemeinde Isen am 17. Februar 1868 die Einrichtung einer Station bei Niedergeislbach in der Gemeinde Matzbach. Da die Hauptbahn an dieser Stelle eine Neigung von 1:200 aufweisen sollte, lehnte die Generaldirektion der Königlichen Verkehrsanstalten dies ab und entschied, stattdessen eine Station im sieben Kilometer westlich gelegenen Walpertskirchen einzurichten.

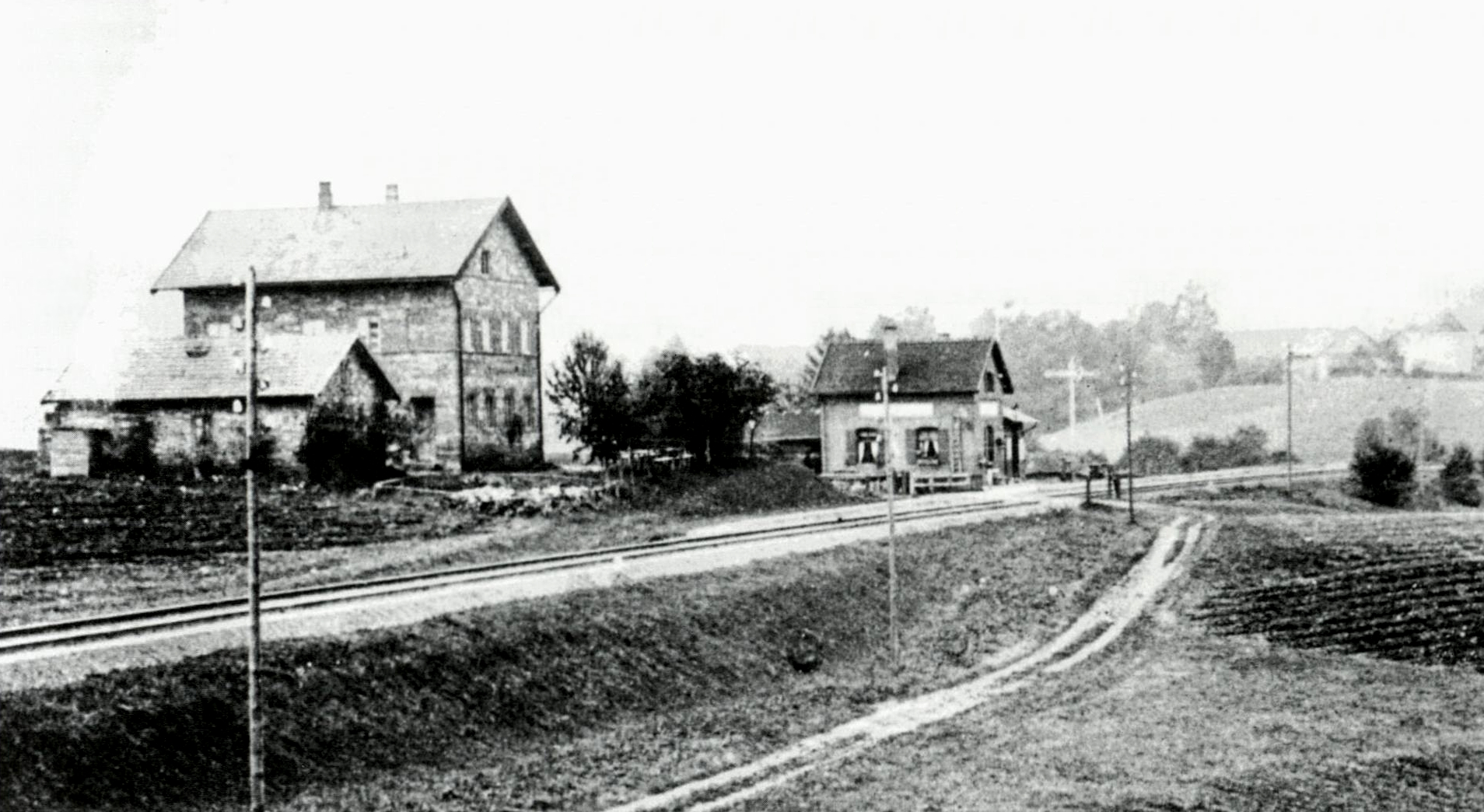
Haltepunkt Thann-Lengdorf mit Restauration (1898)

Nach der Eröffnung der Hauptbahn bemühte sich die Gemeinde Lengdorf ab 1872 erneut um eine Station bei Niedergeislbach, blieb jedoch zunächst erfolglos. 1887 errichteten die Königlich Bayerischen Staatseisenbahnen in der Gemeinde Matzbach schließlich für 1.082 Mark einen Haltepunkt am Schrankenposten 34 bei Thann, einen Kilometer westlich von Niedergeislbach. Die Station Thann-Lengdorf ging am 20. Juni 1887 als Haltstelle mit beschränktem Güterdienst in Betrieb. Als Stationsgebäude diente das umgebaute Gebäude des Schrankenpostens.
Mit der Betriebsaufnahme fand im Personenverkehr und Tierversand eine erhebliche Verkehrsverlagerung von den Stationen Hörlkofen, Walpertskirchen und Dorfen auf die Haltstelle Thann-Lengdorf statt. Bereits im Betriebsjahr 1888 übertraf sie im Fahrkartenverkauf den benachbarten Bahnhof Walpertskirchen um 1.800 Stück, 1893 dann mit 11.248 verkauften Fahrkarten um fast 4.000 Stück. Bald nach der Eröffnung wurde südlich der Station eine Bahnhofsrestauration errichtet.

### Ausbau zum Trennungsbahnhof
In den 1890er Jahren beschlossen die Königlich Bayerischen Staatseisenbahnen, Thann-Lengdorf als Abzweigbahnhof für eine Lokalbahn nach Haag zu nutzen. Die Bauarbeiten zur Errichtung der Strecke begannen im November 1898. Der Abzweigbahnhof erhielt eine sehr einfache Ausstattung: Zwischen dem Gleis der Hauptbahn und dem Betriebsgebäude verlegten die Bayerischen Staatseisenbahnen lediglich ein weiteres Bahnsteiggleis für die Lokalbahn, an das ein Umfahrgleis und ein Abstellgleis angeschlossen wurden. Da Lengdorf an der Lokalbahn eine eigene Station erhielt, benannten die Bayerischen Staatseisenbahnen den Bahnhof Thann-Lengdorf zum 20. September 1900 in Thann-Matzbach um. Am 27. September 1900 nahm die Lokalbahn Thann-Matzbach–Haag den Betrieb auf.
Während die Lokalbahngleise im Bahnhofsbereich neigungsfrei ausgeführt wurden, lag das Gleis der Hauptbahn weiterhin in einem Gefälle von 1:200. Aus Sicherheitsgründen waren daher keine Rangierbewegungen auf dem Hauptbahngleis zulässig, sodass Thann-Matzbach keine Anlagen für den Güterverkehr erhielt. Für den Übergang von Güterwagen der Lokalbahn auf die Hauptbahn nutzten die Bayerischen Staatseisenbahnen stattdessen den sechs Kilometer entfernten Nachbarbahnhof Walpertskirchen, zu dem die Wagen von Thann-Matzbach aus in sogenannten Rangierzügen befördert wurden.

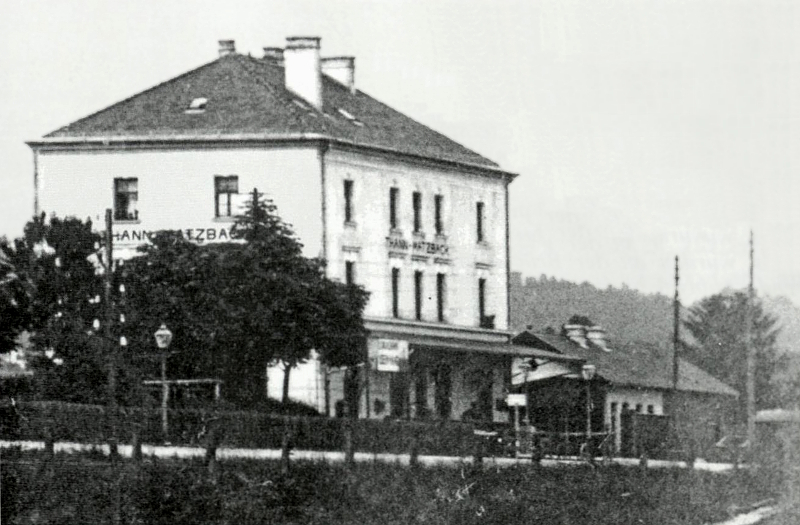
Empfangsgebäude und Nebengebäude (1904)

Im Betriebsjahr 1901 wurden 30.844 Fahrkarten in Thann-Matzbach verkauft. Für den starken Verkehrszuwachs erwies sich die einfach ausgestattete Station als unzureichend. 1903 wurden anstelle des bisherigen kleinen Postengebäudes ein neues dreigeschossiges Empfangsgebäude und ein Nebengebäude errichtet. Um Thann-Matzbach zum vollwertigen Bahnhof für Zugkreuzungen auszubauen, begannen die Bayerischen Staatseisenbahnen 1905 mit umfangreichen Erdarbeiten. Dabei ersetzten sie 1905 den Bahnübergang östlich des Gebäudes durch eine Unterführung und errichteten am Westende der Station bei Thann eine neue Wegbrücke über die Gleise. Das durchgehende Hauptgleis wurde von 1906 bis 1907 nach Norden verschwenkt und in seiner bisherigen Lage ein Ausweichgleis eingerichtet. 1908 entschieden die Bayerischen Staatseisenbahnen, den Bahnhof für den Güterverkehr zu ertüchtigen, um die Rangierzüge nach Walpertskirchen einzusparen. Dafür trassierten sie von 1908 bis 1909 die eben erst umgebauten Bahnanlagen noch einmal neu und verringerten dabei die maximale Neigung von 1:200 auf 1:400, sodass Rangierbewegungen auf den Hauptbahngleisen möglich wurden. Zudem erhielt der Bahnhof im Westen weitere Abstellgleise und eine Laderampe. Die Umbauten von 1903 bis 1909 kosteten insgesamt etwa 169.600 Mark, wovon 104.690 Mark auf die Verringerung des Gefälles entfielen. Bis 1914 kamen noch zwei zusätzliche Abstellgleise im Osten des Bahnhofs hinzu.
Kurz nach dem Ende der Bauarbeiten stießen am 13. Oktober 1909 zwei Güterzüge in der Westausfahrt des Bahnhofs zusammen. Ursache war ein Fehler des Fahrdienstleiters, nachdem die Kreuzung der Züge vom Bahnhof Dorfen nach Thann-Matzbach verlegt worden war. 13 Eisenbahner, die als Bremser auf den Güterwagen mitfuhren, wurden verletzt.

### Niedergang
1959 wurde eines der drei Abstellgleise im Osten des Bahnhofs demontiert. Zum 29. September 1968 stellte die Deutsche Bundesbahn den Reisezugverkehr auf der Nebenbahn von Thann-Matzbach nach Haag ein, womit der Bahnhof Thann-Matzbach seine Bedeutung als Umsteigepunkt verlor. In der Folge baute die Deutsche Bundesbahn die östlichen Abstellgleise vollständig zurück.
Nachdem der Abschnitt Isen–Haag der Nebenbahn 1974 stillgelegt und der verbliebene Güterverkehr 1983 deutlich verringert worden war, reduzierte die Deutsche Bundesbahn im Juni 1985 die westliche Abstellgruppe des Bahnhofs auf ein Stumpfgleis. An der Stelle des zeitgleich abgebrochenen Nebengebäudes entstand ein Parkplatz. Am 31. Dezember 1991 legte sie schließlich den Restabschnitt Thann-Matzbach–Isen still und baute 1992 die Gleisanlagen der Nebenbahn zurück. Damit war der Bahnhof Thann-Matzbach nur noch Zwischenbahnhof für Zugkreuzungen auf der Hauptbahn.
Am 23. Dezember 2003 kaufte die Gemeinde Lengdorf 12.000 Quadratmeter Bahnflächen südlich der Gleisanlagen auf und errichtete dort ab Dezember 2004 eine P+R-Anlage mit 146 Stellplätzen.

## Anlagen

### Hochbauten
Bei der Einrichtung des Haltepunkts Thann-Lengdorf bauten die Bayerischen Staatseisenbahnen das Wärterhaus des Schrankenpostens 34 zum Stationsgebäude um. Dafür erhielt der eingeschossige Satteldachbau im Westen einen Anbau, in dem ein Dienstraum und ein Warteraum untergebracht wurden. 1903 brachen die Bayerischen Staatseisenbahnen das zu klein gewordene Gebäude für den Neubau ab.

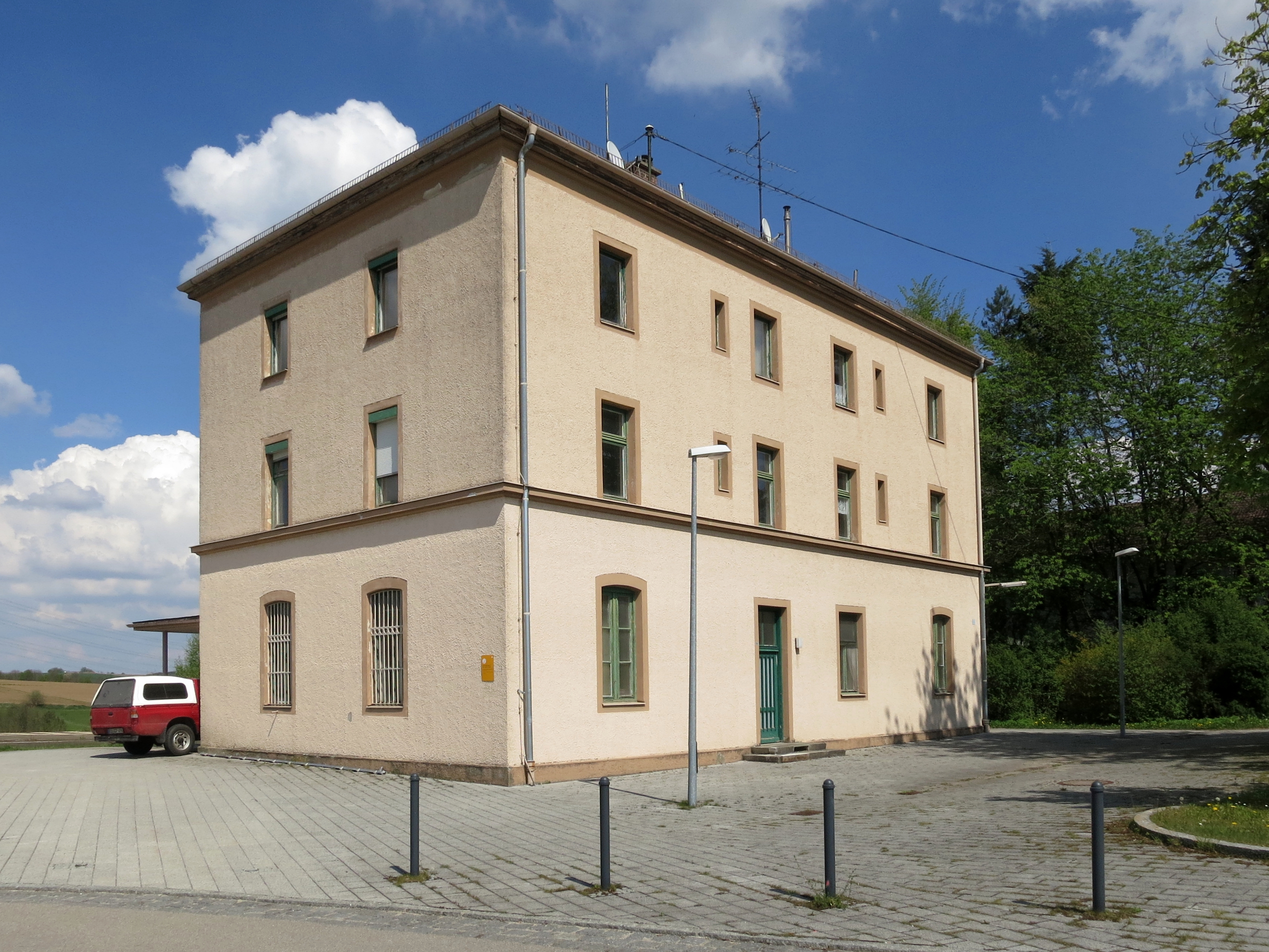
Empfangsgebäude von der Straßenseite (2014)

Das neue Empfangsgebäude des Bahnhofs Thann-Matzbach ging am 22. September 1903 in Betrieb. Es ist ein dreigeschossiger Bau mit ziegelgedecktem Walmdach auf einer Grundfläche von 18 m × 10 m. Im Gegensatz zu den in Sichtziegelbauweise ausgeführten älteren Hochbauten der Hauptbahn war das Gebäude verputzt; die Fassaden waren durch Strukturputzelemente und ein Gesims gegliedert. Im Erdgeschoss befanden sich eine Vorhalle mit Fahrkartenschalter, je ein Wartesaal zweiter und dritter Klasse und ein Dienstraum, in den beiden Obergeschossen die Dienstwohnungen für das Bahnpersonal. Auf der Gleisseite war es mit einem als Pultdach ausgeführten Bahnsteigvordach und einem hölzernen Anbau für das Stellwerk an der Nordwestecke versehen. Mit der Einrichtung eines neuen Stellwerks erhielt das Empfangsgebäude 1958 ein neues Vordach und einen gemauerten Stellwerksvorbau. Im Juli 1985 ersetzte die Deutsche Bundesbahn die Strukturputzelemente an den Fassaden durch einen glatten Außenputz. 2005 schloss die Deutsche Bahn den Fahrkartenschalter im Gebäude. 2014 wurde das Empfangsgebäude an eine Architektengemeinschaft verkauft, die es bis 2016 zu einer Flüchtlingsunterkunft umbaute. Der Stellwerksvorbau wird weiterhin von der Deutschen Bahn genutzt.
Westlich des Empfangsgebäudes errichteten die Bayerischen Staatseisenbahnen 1903 ein eingeschossiges Nebengebäude mit Satteldach, in dem sich die Bahnhofstoiletten, Waschküche, Petroleumkammer und Holzlege befanden. In den 1940er Jahren erweiterte die Deutsche Reichsbahn das Gebäude um Aufenthaltsräume für Bahnbedienstete. Im Sommer 1985 wurde das Nebengebäude abgebrochen.

### Bahnsteige und Gleisanlagen

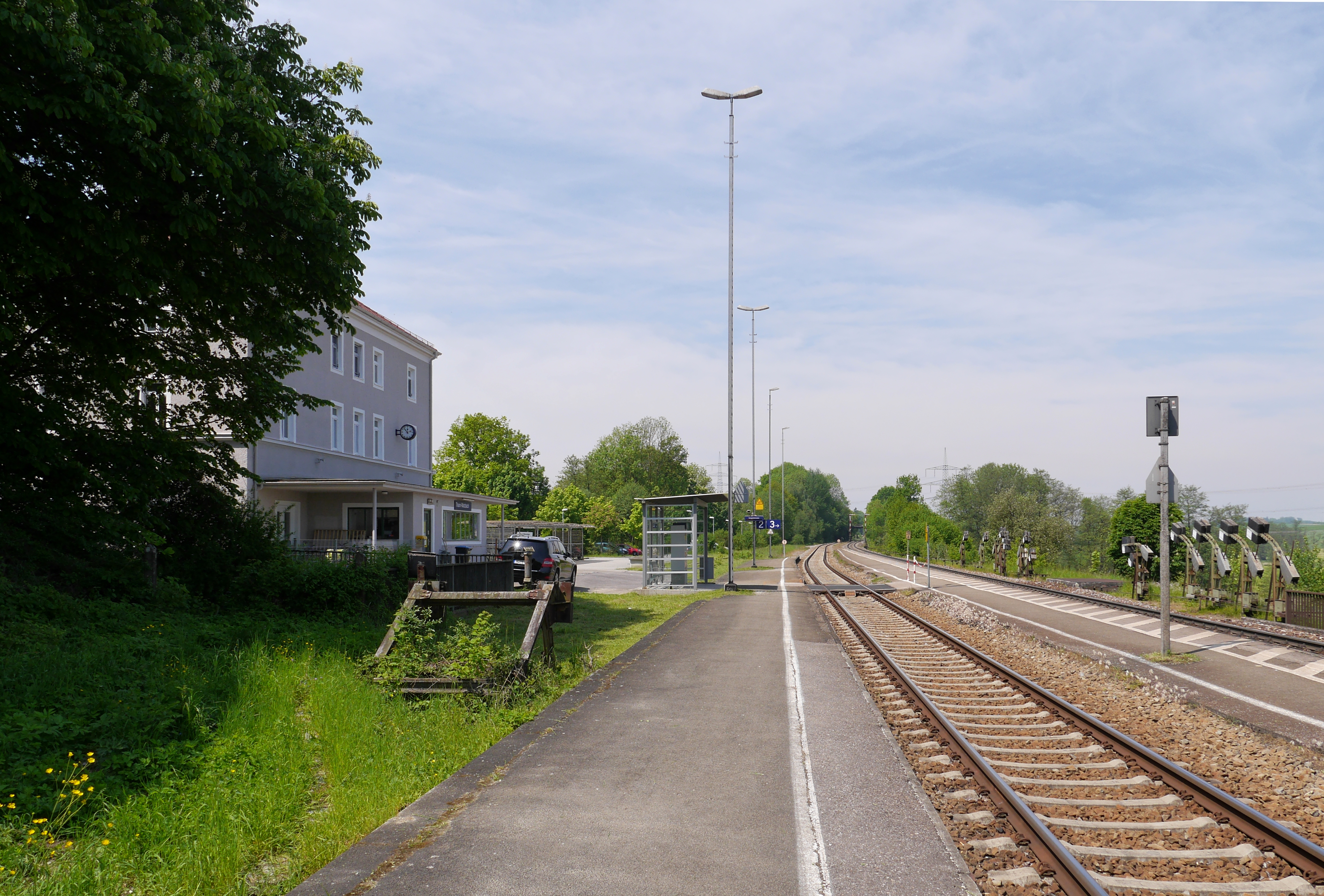
Bahnsteige von Osten, links der Prellbock des stillgelegten Gleises 1 (2017)

Der Haltepunkt Thann-Lengdorf war lediglich mit einem Schüttbahnsteig am Streckengleis ausgestattet. Nach dem Ausbau zum Abzweigbahnhof war in Thann-Matzbach neben dem Streckengleis der Hauptbahn ein zweites 212 Meter langes Bahnsteiggleis für die Lokalbahn vorhanden, das westlich des Stationsgebäudes über eine einfache Weichenverbindung mit dem Hauptbahngleis verbunden war. Westlich der Weichenverbindung war an das Lokalbahngleis ein 73 Meter langes Umfahrgleis angebunden; östlich des Stationsgebäudes zweigte ein 70 Meter langes Abstellgleis ab.
Nach Abschluss der Ausbaumaßnahmen war der Bahnhof ab 1909 mit drei Hauptgleisen ausgestattet. Das Gleis der Lokalbahn lag am Hausbahnsteig, nördlich davon lagen das 663 Meter lange Ausweichgleis und das durchgehende Hauptgleis der Hauptbahn an Zwischenbahnsteigen. Im Westen des Bahnhofs war an das Lokalbahngleis eine Abstellanlage mit zwei Stumpfgleisen angebunden, zwischen denen zum Umsetzen eine Weichenverbindung vorhanden war. Am südlichen Abstellgleis befand sich die Laderampe. Im Osten zweigten vom Lokalbahngleis ab 1914 drei Stumpfgleise zur Abstellung von Güterwagen ab. Eine Gleisverbindung zwischen Hauptbahn- und Lokalbahngleisen bestand immer nur im Westen des Bahnhofs.
Ab 1959 wurden die Lokalbahngleise schrittweise zurückgebaut. Seit der Stilllegung von Gleis 1 sind nur noch das durchgehende Hauptgleis (Gleis 3) und das Ausweichgleis (Gleis 2) in Betrieb; beide Gleise sind mit 38 Zentimeter hohen Bahnsteigen ausgestattet.
| vergrößern und Informationen zum Bild anzeigenGleispläne des Bahnhofs Thann-Matzbach 1903 und 1942 |

### Stellwerke und Signalanlagen

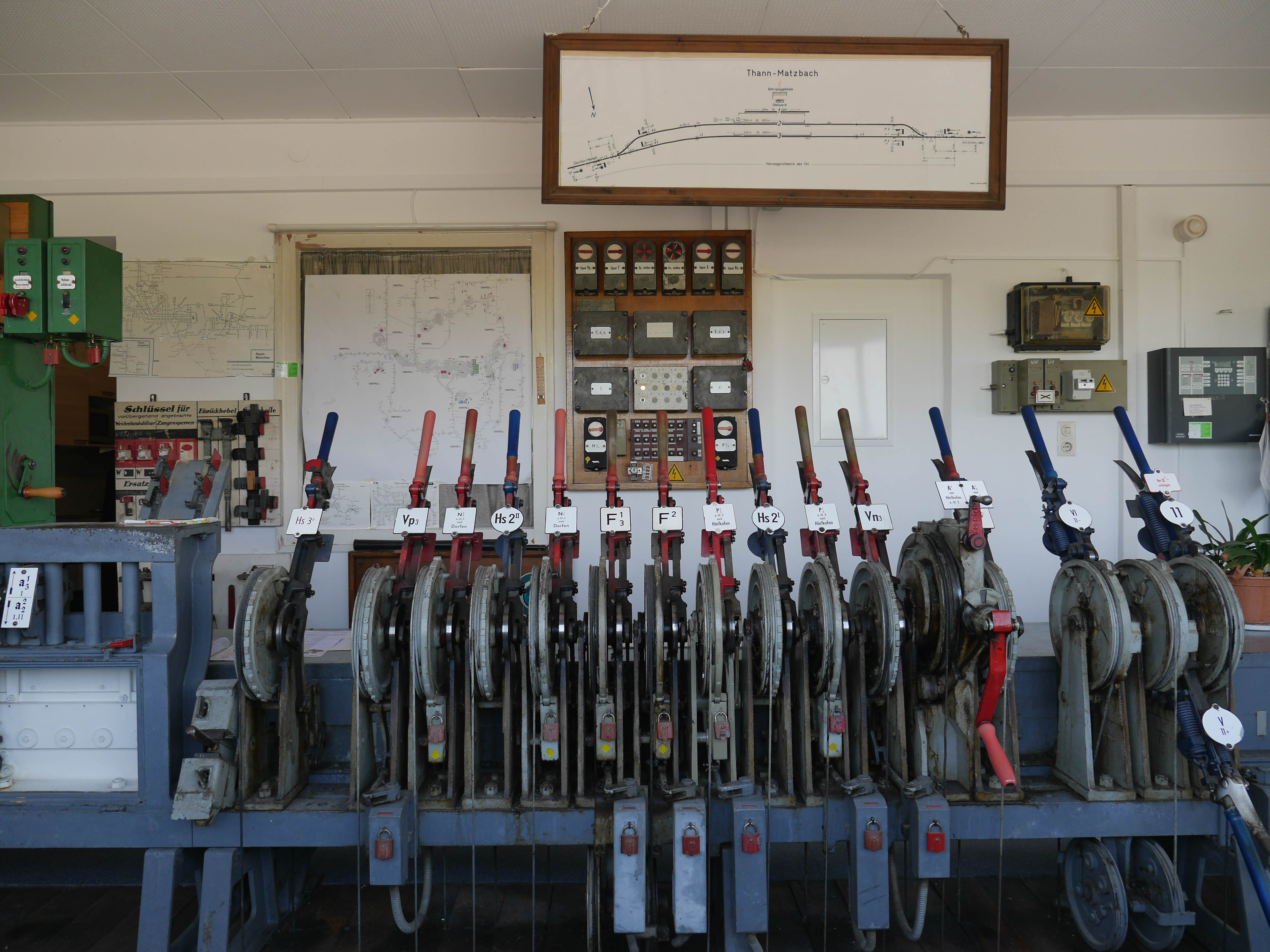
Stellwerk der Einheitsbauart von 1959 (2017)

Nach dem Ausbau zum Bahnhof zentralisierten die Königlich Bayerischen Staatseisenbahnen von 1900 bis 1901 die Weichen- und Signalbedienung in Thann-Matzbach. Der Bahnhof erhielt ein mechanisches Stellwerk der Bauart Krauss sowie Ein- und Ausfahrsignale. 1959 ersetzte die Deutsche Bundesbahn das bisherige Stellwerk durch ein mechanisches Stellwerk der Einheitsbauart, das in einem neuen Stellwerksvorbau untergebracht wurde. Die letzten Formsignale bayerischer Bauart waren in Thann-Matzbach bis 1984 in Betrieb und wurden dann durch Einheitsformsignale ersetzt.

## Verkehr

### Personenverkehr
Der Haltepunkt Thann-Lengdorf war ab seiner Eröffnung Halt aller Personenzüge zwischen München und Simbach. 1891 hielten täglich vier, ab 1895 fünf Personenzugpaare. 1899 kam vorübergehend der Halt eines Schnellzugpaares von München nach Simbach hinzu. Ab 1900 verkehrten täglich drei gemischte Personen- und Güterzugpaare auf der Lokalbahn zwischen Thann-Matzbach und Haag, von denen im Bahnhof Thann-Matzbach auf die Züge der Hauptbahn umgestiegen werden konnte. Ab den 1920er Jahren hielten ein Eilzug von München nach Mühldorf und zwei Eilzüge in der Gegenrichtung am Bahnhof Thann-Matzbach. Bis zum Zweiten Weltkrieg blieb das Zugangebot weitgehend konstant.
Im Winterfahrplan 1951/52 bediente die Deutsche Bundesbahn den Bahnhof mit täglich fünf Personenzugpaaren und zwei Eilzugpaaren von München nach Mühldorf und Simbach, die von Montag bis Freitag durch ein Personenzugpaar zwischen München Ost und Dorfen ergänzt wurden. Zudem begannen in Thann-Matzbach täglich fünf Zugpaare über die Nebenbahn nach Haag und eines nach Isen. Bis 1966 stieg das Zugangebot in Thann-Matzbach an Werktagen auf sieben bis acht Personenpaare und weiterhin zwei Eilzugpaare zwischen München und Mühldorf. Auf der Nebenbahn nach Haag endete der Personenverkehr 1968; zuletzt verkehrten an Werktagen noch fünf Zugpaare, von denen eines nur bis Isen fuhr. Mit dem Wegfall der Umsteigefunktion wurden zugleich die Eilzughalte in Thann-Matzbach aufgegeben.
Mit dem Sommerfahrplan 1972 verkehrten die meisten in Thann-Matzbach haltenden Nahverkehrszüge nur noch zwischen Markt Schwaben und Mühldorf. In den 1980er Jahren reduzierte die Deutsche Bundesbahn das Zugangebot an den Wochenenden, bis 1991 an Sonn- und Feiertagen nur noch ein einzelner Zug von Mühldorf nach München in Thann-Matzbach hielt. An Werktagen endeten ab 1991 einzelne Züge am Bahnhof Thann-Matzbach. 2002 band die Südostbayernbahn wieder alle Züge bis München durch. Unter der Woche hielten in Thann-Matzbach nun vier Regionalbahn-Züge von München nach Mühldorf und fünf in der Gegenrichtung; sonntags hingegen weiterhin nur ein Zugpaar. In den folgenden Jahren erhöhte die Südostbayernbahn die Zahl der haltenden Züge; es besteht jedoch weiterhin kein Taktverkehr. Im Fahrplan 2025 halten von Montag bis Freitag zwölf Züge in Richtung Mühldorf und neun in Richtung München, am Wochenende zehn Züge in Richtung Mühldorf und sechs bis sieben in Richtung München.

### Güterverkehr
Als Haltstelle mit beschränktem Güterdienst wurde Thann-Lengdorf im Güterverkehr zunächst ausschließlich für den Tierversand genutzt. 1890 wurden Schweine, Kälber, Schafe und Ziegen verladen, wodurch die Station Einnahmen von 850 Mark einbrachte. Nach dem Ausbau zum Bahnhof verluden die Bayerischen Staatseisenbahnen in Thann-Matzbach weiterhin nur Vieh und Milch. Der Stückgut- und Wagenladungsverkehr wurde stattdessen über die Haltestelle Lengdorf an der Lokalbahn abgewickelt, sodass der Bahnhof Thann-Matzbach keinen Güterschuppen erhielt. 1944 fand am Bahnhof Thann-Matzbach keine Güterverladung mehr statt.
Von 1900 bis 1909 verkehrten an Werktagen zwei Rangierzüge zwischen Thann-Matzbach und Walpertskirchen, um Güterwagen von der Lokalbahn auf die Hauptbahn zu überstellen. Nach der Verringerung des Gefälles fanden ab 1909 die Rangierarbeiten für die Wagenübergabe direkt im Bahnhof Thann-Matzbach statt. Der Güterverkehr von Thann-Matzbach nach Haag wurde bis 1957 in gemischten Zügen mit dem Personenverkehr durchgeführt. Mit der Einstellung der Nahgüterzüge endeten die Rangierarbeiten in Thann-Matzbach; fortan bediente die Deutsche Bundesbahn die Strecke nach Haag durch ein Übergabegüterzugpaar von Dorfen, später von Markt Schwaben aus. Zum 1. Dezember 1991 stellte die Deutsche Bundesbahn den Güterverkehr auf der Nebenbahn ein.